# Медведки (Орловская область)
Медве́дки — деревня в Болховском районе Орловской области России. Входит в состав Медведковского сельского поселения.

## География
Деревня находится в северной части Орловской области, в лесостепной зоне, в пределах центральной части Среднерусской возвышенности, к северу от реки Орс, на расстоянии примерно 17 км (по прямой) к западу-северо-западу (WNW) от Болхова, административного центра района. Абсолютная высота — 213 м над уровнем моря.
Часовой пояс
Деревня Медведки, как и вся Орловская область, находится в часовой зоне МСК (московское время). Смещение применяемого времени относительно UTC составляет +3:00.

## Население
| 2010 |
| ---- |
| 23   |

Половой состав
По данным Всероссийской переписи населения 2010 года в гендерной структуре населения мужчины составляли 60,9 %, женщины — соответственно также 39,1 %.
Национальный состав
Согласно результатам переписи 2002 года, в национальной структуре населения русские составляли 100 % из 37 чел.

## Улицы
Уличная сеть деревни состоит из одной улицы (ул. Сельская).